# Navarella
Navarella es un género de foraminífero bentónico de la subfamilia Ammobaculininae, de la familia Ammobaculinidae, de la superfamilia Recurvoidoidea, del suborden Lituolina y del orden Lituolida. Su especie tipo es Navarella joaquini. Su rango cronoestratigráfico abarca el Maastrichtiense (Cretácico superior).

## Discusión
Clasificaciones previas hubiesen incluido Navarella en la superfamilia Haplophragmioidea, así como en el suborden Textulariina del orden Textulariida, o en el orden Lituolida sin diferenciar el suborden Lituolina.

## Clasificación
Navarella incluye a la siguiente especie:
- Navarella joaquini †